# Kepa (Kem)
Die Kepa (russisch Ке́па, Кеппа, Талвиёки, Тальвийоки (Talwijoki)) ist ein linker Nebenfluss des Kem in der Republik Karelien in Nordwestrussland.
Sie hat ihren Ursprung im See Tajawijarwi (Таявиярви) im Rajon Kalewala. Von dort fließt sie in südöstlicher Richtung. Dabei durchfließt sie mehrere kleinere Seen. Sie mündet schließlich in den vom Kem durchflossenen See Kuljanjarwi (Кулянярви). Die Kepa hat eine Länge von 154 km. Sie entwässert ein Areal von 1640 km². Sie durchfließt eine spärlich bewohnte Region Kareliens. Einzige Siedlung am Flusslauf ist der gleichnamige Ort Kepa. Zwischen Ende April und November ist der Fluss eisfrei.